# Descurainia heterotricha
Descurainia heterotricha är en korsblommig växtart som beskrevs av Carlos Luis Spegazzini. Descurainia heterotricha ingår i släktet stillfrön, och familjen korsblommiga växter. Inga underarter finns listade i Catalogue of Life.